# أمبروز دادلي، إيرل الثالث من وارويك
أمبروز دادلي، إيرل الثالث من وارويك (بالإنجليزية: Ambrose Dudley, 3rd Earl of Warwick) جنرال وأحد النبلاء الإنجليز والأخ الأكبر لروبرت دادلي، إيرل ليستر الأول المقرب من إليزابيث الأولى وابن جون دادلي الذي قاد الحكومة الإنجليزية من سنة 1550 والى سنة 1553 تحت حكم الملك إدوارد السادس.